# Titanic (filme de 1997)
Titanic é um filme épico de romance e drama norte-americano de 1997, escrito, dirigido, co-produzido e co-editado por James Cameron. É uma história de ficção do naufrágio real do RMS Titanic, estrelando Leonardo DiCaprio como Jack Dawson, e Kate Winslet como Rose DeWitt Bukater, membros de diferentes classes sociais que se apaixonam durante a fatídica viagem inaugural no navio saindo de Southampton para Nova Iorque em 15 de abril de 1912. Apesar dos personagens principais serem fictícios, alguns personagens são figuras históricas. Gloria Stuart interpreta Rose idosa, que narra o filme, enquanto Billy Zane interpreta Cal Hockley, o arrogante noivo rico da jovem Rose. Cameron viu a história de amor como um jeito de cativar o público para o desastre real.
A produção começou em 1996, quando Cameron filmou os verdadeiros destroços do RMS Titanic. As cenas modernas foram filmadas no Akademik Mstslav Keldysh, navio de pesquisas russo que Cameron usou como base para filmar os destroços. Uma réplica do Titanic foi construída em Playas de Rosarito, no México; com miniaturas e computação gráfica sendo usadas para recriar o naufrágio. O filme foi financiado pela Paramount Pictures e pela 20th Century Fox. Na época, Titanic foi o longa-metragem mais caro já produzido, com um orçamento de aproximadamente 200 milhões de dólares.
O filme tinha lançamento previsto originalmente para 2 de julho de 1997, porém, atrasos na pós-produção adiaram seu lançamento para 19 de dezembro. Titanic tornou-se um fenômeno de bilheteria em sua época de lançamento. Foi indicado a 14 Óscars, vencendo 11 prêmios, incluindo Melhor Filme e Melhor Diretor. Com uma bilheteria total de 2,2 bilhões de dólares, Titanic foi o primeiro filme a arrecadar mais de um bilhão de dólares mundialmente, permanecendo como a produção de maior arrecadação da história do cinema por doze anos até Avatar, também de James Cameron, ultrapassá-lo em 2009; e manteve-se na segunda colocação até ter sido novamente superado em 2019 por Avengers: Endgame.
Titanic foi relançado nos cinemas em 4 de abril de 2012, após uma conversão 3D em homenagem aos cem anos da viagem inaugural do RMS Titanic. Após o relançamento em 3D, conquistou mais de trezentos milhões de dólares e conseguiu o feito de ser o segundo longa a atingir a marca dos dois bilhões em bilheteria de dólares. O longa foi distribuído pela Paramount Pictures apenas na América do Norte, enquanto a 20th Century Fox ficou responsável pela distribuição mundial.

## Enredo
Em 1996, o caçador de tesouros Brock Lovett e sua equipe exploram os destroços do RMS Titanic, à procura de um colar de diamante chamado de Coração do Oceano. Eles recuperam o cofre de Caledon "Cal" Hockley, acreditando que o colar encontra-se guardado, porém acabam encontrando apenas um desenho de uma mulher nua usando o colar, datado de 14 de abril de 1912, dia em que o Titanic colidiu com um iceberg. Uma idosa chamada Rose Dawson Calvert, vendo o desenho numa reportagem de TV a respeito da expedição, liga para Lovett e afirma ser a mulher retratada, viajando logo em seguida até o navio de pesquisa junto com sua neta Lizzy. Ao ser perguntada sobre o diamante, Rose lembra de seu tempo a bordo do Titanic, revelando ser Rose DeWitt Bukater, uma passageira de primeira classe que acreditava-se estar morta.
Em 1912, Rose, então com 17 anos, embarca no navio em Southampton como uma passageira da primeira classe junto com sua mãe, Ruth DeWitt Bukater, e seu noivo, Cal, um ricaço arrogante filho de um magnata do aço de Pittsburgh. Ruth salienta a importância do casamento de Rose, já que a união poderá resolver os problemas financeiros da família. Perturbada com o casamento e com a vida que pode levar ao lado de Cal, Rose considera se suicidar ao tentar pular do navio. No entanto, um passageiro da terceira classe, chamado Jack Dawson, a faz mudar de ideia. Como forma de agradecimento e por insistência de Rose, Cal convida Jack para jantar com eles na noite seguinte. Jack e Rose desenvolvem uma amizade, apesar de Cal e Ruth desconfiarem do jovem artista. Depois do jantar na primeira classe, Rose se junta a Jack para uma festa na terceira classe.
Proibida de ver Jack, Rose tenta repelir os avanços do artista. Logo ela percebe preferi-lo ao invés de Cal, e o encontra na proa do Titanic naqueles que seriam os últimos momentos à luz do dia do navio. Os dois vão para a cabine de Rose e ela pede para que Jack a desenhe nua usando o colar Coração do Oceano, o presente de casamento de Cal. Pouco tempo depois, os dois fogem do guarda-costas de Cal e fazem amor no compartimento de carga do navio. Depois de voltarem para o convés do navio, eles testemunham o Titanic colidir com um iceberg e ouvem seus oficiais comentando a gravidade da situação. Eles decidem avisar a Ruth e Cal.
Cal descobre o desenho de Jack e uma carta de Rose em seu cofre junto com o colar. Furioso, ele faz seu guarda-costas colocar o colar no bolso do casaco de Jack. Acusado de roubo, é levado até o escritório do mestre-de-armas e algemado em um cano. Cal coloca o colar no bolso de seu casaco, e Rose foge dele e de sua mãe (já dentro de um bote), resgatando Jack. O navio começa então a lançar fogos de artifício para tentar chamar a atenção de outros navios.
Quando os dois chegam ao convés dos botes, Cal e Jack fazem com que Rose entre em um bote salva-vidas, com Cal afirmando que ele fez um acordo com um oficial para que ele e Jack se salvem. Depois dela entrar, Cal conta que o acordo é apenas para ele mesmo. Enquanto o bote de Rose é abaixado, ela pula de volta para o navio e se reencontra com Jack. Cal pega uma pistola e os persegue até o parcialmente inundado salão de jantar da primeira classe. Depois de sua munição acabar, percebe que havia dado seu casaco com o diamante para Rose. Com a situação do Titanic ficando crítica, ele volta para o convés e entra em um bote fingindo cuidar de uma criança perdida.
Jack e Rose voltam para o convés, porém todos os botes já partiram e os passageiros estão caindo para a morte enquanto o navio se inclina mais. O Titanic se parte em dois, e a popa se ergue 90° fora da água com os dois nela. Depois do navio ter afundado por completo, Jack ajuda Rose a subir em uma painel de uma parede, que apenas aguenta o peso dela. Se segurando ao painel, afirma que ela irá morrer bem velha, em uma cama quente. Enquanto isso, o Quinto Oficial Harold Lowe traz seu barco de volta para tentar resgatar sobreviventes da água. Ele salva Rose, mas não chega cedo o bastante para resgatar Jack, que morre de hipotermia. Ela e os outros sobreviventes são levados pelo RMS Carpathia até Nova Iorque, onde ela mente seu nome, dizendo-se chamar Rose Dawson.
Com sua história completa, Rose vai para a popa do navio de Lovett. Lá, sem que ninguém a veja, ela pega o Coração do Oceano, que esteve em sua posse durante todos esses anos, e o joga no mar. Aparentemente morta em sua cama (do jeito que Jack disse), as fotos ao seu lado mostram que ela viveu a vida que Jack a inspirou ter. A jovem Rose é então vista se reunindo com Jack na Grande Escadaria do Titanic, recebida por todos que morreram no navio.

## Elenco

### Personagens fictícios

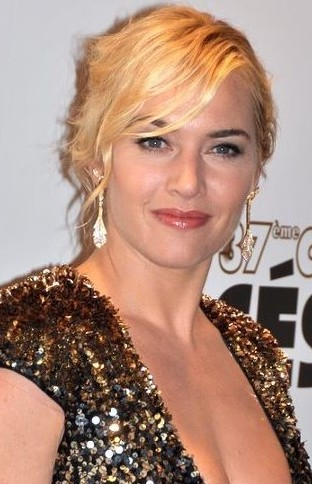
Kate Winslet em 2012

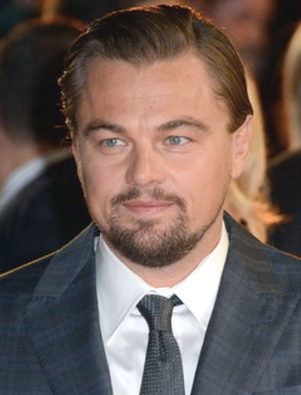
Leonardo DiCaprio em 2014

- Kate Winslet como Rose DeWitt Bukater: Cameron disse que Winslet "tinha aquilo que você procura", e que havia "uma qualidade em seu rosto, em seus olhos", que ele "sabia que todos estariam prontos a ir longe com ela".[12] Rose é uma garota de 17 anos, nativa da Filadélfia, que é forçada a ficar noiva de Caledon Hockley, de 30 anos, para que ela e sua mãe, Ruth, possam manter seu status de classe alta depois da morte de seu pai ter deixado uma grande dívida para a família. Rose embarca no Titanic junto com Cal e Ruth como uma passageira da primeira classe, conhecendo Jack. Winslet disse que a personagem "têm muito a dar, e ela tem um coração muito aberto. E ela quer explorar um mundo de aventura, porém sente que isso não vai acontecer".[12] Gwyneth Paltrow, Claire Danes e Gabrielle Anwar foram consideradas.[13][14][15] Quando todas recusaram, Winslet, na época com 22 anos, fez campanha forte para o papel. Ela enviou notas diárias a Cameron da Inglaterra, que fez o diretor convidá-la para um teste. Como DiCaprio, a diretora de elenco Mali Finn originalmente a levou até Cameron. Ao procurar por uma Rose, o diretor a descreveu a personagem como "uma ao estilo Audrey Hepburn" e inicialmente estava inseguro sobre contratar atriz, mesmo depois de seu teste tê-lo impressionado.[13] Depois de um teste junto com DiCaprio, Winslet se impressionou muito com o ator, sussurrando para Cameron, "Ele é ótimo. Mesmo se você não me escolher, escolha ele". Winslet enviou a Cameron uma rosa com um bilhete dizendo "Da sua Rose". Depois de muito insistir pelo telefone, inclusive dizendo "Eu sou a Rose! Não sei por que você está vendo outras pessoas!", e por seu talento, Winslet finalmente convenceu Cameron a contratá-la para o papel.[13]
- Leonardo DiCaprio como Jack Dawson: James Cameron disse que o elenco precisava parecer ter realmente estado no Titanic, para reviver sua vivacidade, e tinham de "canalisar a energia e entregá-la a Jack, ele é um artista capaz de fazer seu coração voar".[12] No filme, Jack é mostrado como um homem pobre de Chippewa Falls, Wisconsin, que já viajou para vários lugares do mundo, especialmente para Paris. Ganha dois bilhetes para o RMS Titanic em um jogo de pôquer e viaja como passageiro da terceira classe junto com seu amigo Fabrizio. Ele fica atraído por Rose ao vê-la pela primeira vez, e a conhece quando ela tenta pular da popa do navio. Isso permite que se misture com alguns passageiros da primeira classe. Ao escalar o papel, vários atores bem conhecidos, como Matthew McConaughey, Johnny Depp, Chris O'Donnell, Billy Crudup e Stephen Dorff, foram considerados, porém Cameron achou que eles eram muito velhos para interpretar um personagem de 20 anos de idade.[13][16] Tom Cruise expressou interesse em interpretar o personagem, porém seu salário alto impediu qualquer tipo de negociação.[16] DiCaprio, com 22 anos na época, chegou a Cameron por intermédio da diretora de elenco Mali Finn. Inicialmente, ele não queria interpretar o personagem, e se recusou a ler sua primeira cena romântica no cenário. Cameron lembra, "Ele leu uma vez, e então começou a brincar, e eu nunca consegui focá-lo novamente. Porém em menos de um segundo, um feixe de luz desceu do céu e incendiou a floresta". O diretor acreditava fortemente na capacidade de atuação de DiCaprio, dizendo para ele, "Veja, não vou fazer esse cara neurótico e meditativo. Não vou lhe dar um tique e uma coxeadura como você quer". Cameron tinha imaginado o personagem ao estilo de James Stewart.[13]
- Billy Zane como Caledon Nathan "Cal" Hockley: o noivo de Rose, arrogante e esnobe, herdeiro de uma fortuna de aço de Pittsburgh. Ele fica cada vez mais invejoso e cruel sobre a relação de Rose com Jack. Mais tarde comete suicídio depois de perder seu dinheiro na Quebra da Bolsa de 1929. McConaughey também recebeu uma oferta para interpretar o papel.[16]
- Frances Fisher como Ruth DeWitt Bukater: a mãe viúva de Rose, que arruma seu casamento com Cal para manter o status de classe alta da família, que secretamente está afundada em dívidas. Apesar de amar sua filha, Ruth acredita que a posição social é mais importante. Ela despreza Jack, apesar dele ter salvado a vida de Rose.
- Gloria Stuart como Rose Dawson Calvert: Rose narra o filme a partir dos dias modernos. Cameron afirmou, "para podermos ver o passado e o presente, decidi criar uma sobrevivente fictícia que tem (quase) 101 anos, e ela nos conecta pela história".[12] A Rose de 100 anos de idade dá a Lovett informações sobre o "Coração do Oceano" depois dele descobrir um desenho seu nua nos destroços do navio. Ela conta sua história sobre seu período a bordo do navio, mencionando Jack pela primeira vez desde o naufrágio. Beatrice Wood foi convidada para o papel, inclusive a personagem Rose foi inspirada nela, mas ela recusou o papel, pois tinha 102 anos na época. Aos 87 anos, Stuart teve de parecer bem mais velha para o papel.[16] Sobre a escolha da atriz, Cameron disse "Minha diretora de elenco a encontrou. Ela foi enviada em uma missão para encontrar uma atriz aposentada da Era de Ouro dos anos trinta e quarenta".[17] O diretor disse não conhecer Stuart, e que Fay Wray também foi considerada para o papel. "Porém [Stuart] estava tão interessada, e tão lúcida, e tinha um espírito excelente. Vi a conexão entre seu espírito e o espírito de Kate [Winslet]", afirmou Cameron. "Eu vi o ‘’joie de vivre’’ nas duas, e achei que o público conseguiria fazer o salto cognitivo que elas eram a mesma pessoa".[17] Winslet e Stuart afirmaram acreditar que Rose morre ao final do filme,[18] apesar de Cameron afirmar em seu comentário em áudio do filme que ele prefere deixar que cada espectador encontre sua própria interpretação para o final.[19] Stuart morreu em 26 de setembro de 2010, aos 100 anos de idade, aproximadamente a mesma idade de sua personagem no filme.[20]
- Bill Paxton como Brock Lovett: um caçador de tesouros procurando pelo "Coração do Oceano" nos destroços do Titanic. O tempo e o financiamento de sua expedição estão acabando. Ele mais tarde reflete ao final do filme que, apesar de ter pensado no Titanic durante três anos, ele nunca o entendeu até ouvir a história de Rose.[21]
- Suzy Amis como Lizzy Calvert: a neta de Rose que a acompanha até o navio de Lovett.[21]
- Danny Nucci como Fabrizio De Rossi: italiano que embarca no Titanic após Jack, seu amigo, ganhar dois bilhetes em um jogo de pôquer. Fabrizio não embarca em um bote salva-vidas quando o Titanic começa a afundar, morrendo esmagado pela queda da primeira chaminé do navio.[21]
- David Warner como Spicer Lovejoy: um antigo policial, Lovejoy vira o guarda-costas pessoal de Hockley, vigiando Rose após seus seguidos encontros com Jack.[21]
- Jason Barry como Thomas "Tommy" Ryan: um passageiro irlandês da terceira classe que fica amigo de Jack e Fabrizio. Tommy é morto quando ele é acidentalmente empurrado e baleado pelo Primeiro Oficial Murdoch.[21]

### Personagens reais

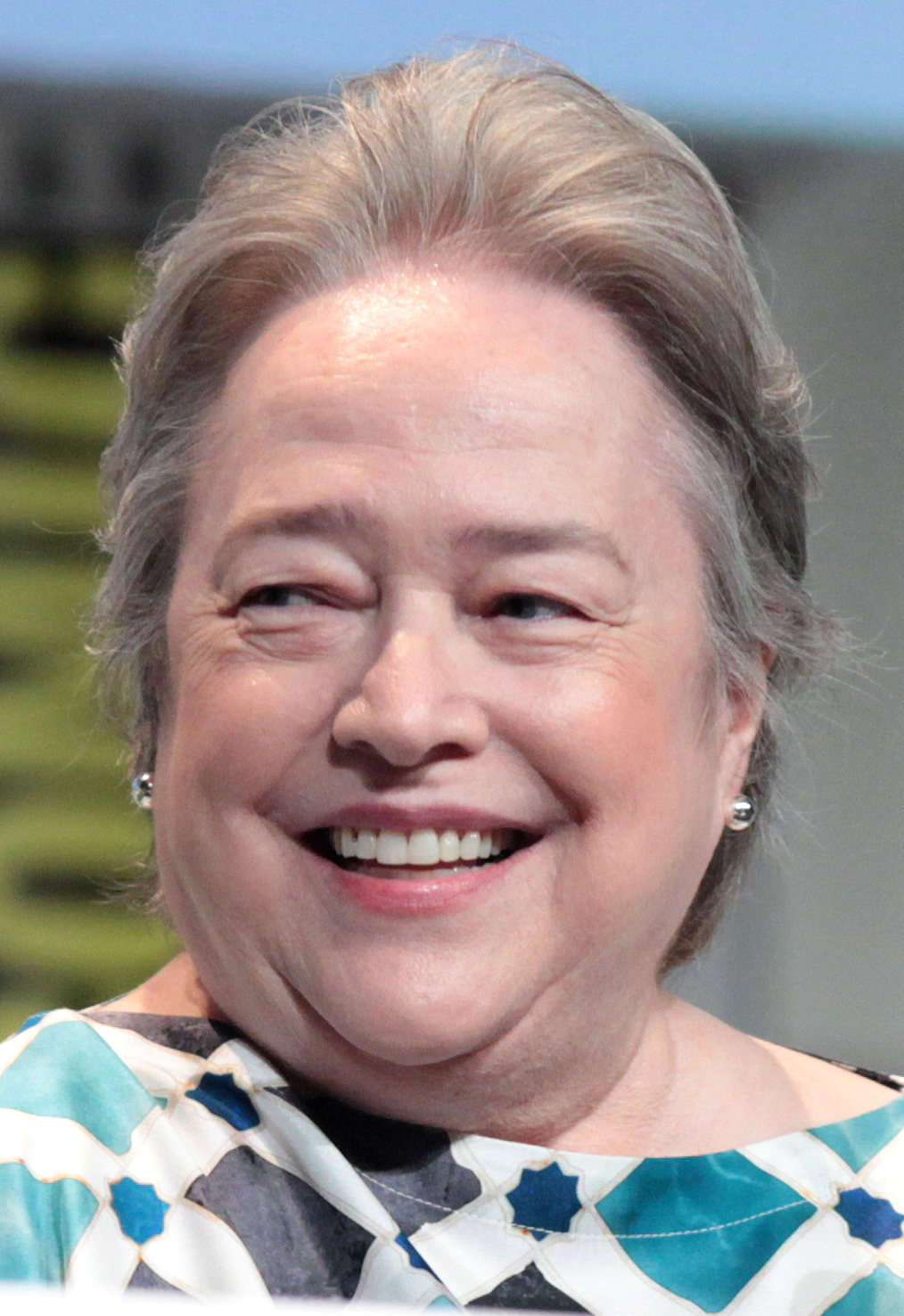
Kathy Bates em 2015

- Kathy Bates como Margaret "Molly" Brown: Brown é um pouco desprezada por outras passageiras da primeira classe, incluindo Ruth, chamando-a de "vulgar" e "nova rica" devido a sua riqueza repentina. Ela é amistosa com Jack e lhe empresta um smoking (comprado para seu filho) quando é convidado para jantar com a primeira classe. Apesar de Brown ter sido uma pessoa real, Cameron escolheu não mostrar suas ações da vida real. Brown foi chamada de "A Inafundável Molly Brown" porque ela, com a ajuda de outras mulheres, tiraram o comando do Bote Salva-Vidas 6 do Contramestre Robert Hichens.[22] Alguns aspectos dessa tomada de controle são mostrados no filme. Ela é chamada de Molly durante o filme; entretanto, durante sua vida, ela era chamada de Maggie, com Molly se tornando um apelido póstumo.
- Victor Garber como Thomas Andrews: o construtor do navio, Andrews é mostrado como um homem muito bondoso e agradável, modesto acerca de sua grande realização. Após a colisão tenta convencer outros, particularmente Ismay, que há uma "certeza matemática" que o Titanic vai afundar. Durante o naufrágio é mostrado como tendo ficado próximo a um relógio na sala de fumar da primeira classe, lamentado seu fracasso em construir um navio mais forte. Não se sabe como o verdadeiro Andrews morreu.[21]
- Bernard Hill como Capitão Edward Smith: Smith planejava se aposentar após a viagem inaugural do Titanic. Ele se tranca na ponte de comando enquanto o navio naufraga, morrendo quando a água quebra as janelas. É discutido se ele morreu dessa forma ou que tenha congelado até a morte, como relatos afirmam tê-lo visto próximo ao Bote Desmontável B.[23]
- Jonathan Hyde como J. Bruce Ismay: Ismay é mostrado como um passageiro da primeira classe rico e ignorante. No filme, usa seu cargo como diretor da White Star Line para influenciar o Capitão Smith em viajar o mais rápido possível para chegarem em Nova Iorque antes do previsto, atraindo uma publicidade favorável; apesar de essa ação aparecer em vários filmes sobre o desastre, ela não tem suporte em evidências.[24] Após a colisão, ele luta para entender que seu navio "inafundável" está condenado, mais tarde se esgueirando para dentro de um bote salva-vidas.
- Eric Braeden como Coronel John Jacob Astor IV: um passageiro da primeira classe quem Rose chama de o homem mais rico a bordo. O filme mostra Astor e sua esposa de 18 anos Madeleine sendo apresentados a Jack por Rose no salão de jantar da primeira classe. Ele é visto pela última vez na Grande Escadaria quando o domo implode e a água inunda o lugar. Na realidade, Astor morreu ao ser esmagado quando uma das chaminés caiu.[25]
- Bernard Fox como Coronel Archibald Gracie IV: o filme mostra Gracie comentando com Cal que "mulher e máquina não combinam", e parabenizando Jack por ter salvado Rose, mesmo não sabendo da tentativa de suicídio. Apesar de o filme mostrar Gracie com um sotaque britânico, ele era norte-americano. Gracie sobreviveu ao naufrágio no emborcado desmontável. Bernard Fox também interpretou o vigia Frederick Fleet no filme A Night to Remember.[21]
- Michael Ensign como Benjamin Guggenheim: um magnata da mineração viajando na primeira classe. Ele mostra sua amante francesa Madame Aubert para outros passageiros enquanto sua família o espera em casa. Quando Jack se junta aos outros passageiros da primeira classe para jantar, Guggenheim o chama de "boêmio".[21]
- Jonathan Evans-Jones como Wallace Hartley: violinista e líder da banda do Titanic, que toca músicas alegres junto com seus colegas no convés dos botes durante o naufrágio. Quando o mergulho final começa, ele lidera a banda em uma performance final de "Nearer, My God, to Thee", morrendo no naufrágio. Foi muito discutido durante anos se foi essa música ou a valsa "Autumn" que foi tocada por último.[21]
- Ewan Stewart como Primeiro Oficial William Murdoch: o oficial encarregado da ponte na noite da colisão com o iceberg. Durante o caos no convés dos botes, Murdoch acidentalmente atira em Tommy Ryan e em outro passageiro em um momento de pânico, cometendo suicídio logo depois, uma liberdade artística e ficcional que gerou muitas críticas. Quando o sobrinho de Murdoch, Scott, assistiu o filme, ele se opôs a representação de seu tio, dizendo que isso danificava a reputação heroica de Murdoch.[26] Alguns meses depois, o vice-presidente da 20th Century Fox, Scott Neeson, foi até Dalbeattie, Escócia, onde Murdoch viveu, para entregar uma desculpa formal e presentear a Dalbeattie High School com uma doação de £ 5 000 para incentivar o William Murdoch Memorial Prize.[27] Cameron se desculpou em seu comentário em áudio, porém afirmou que muitos oficiais dispararam armas para manter a política do "mulheres e crianças primeiro".[19]
- Jonathan Phillips como Segundo Oficial Charles Lightoller: o oficial mais sênior a sobreviver ao naufrágio. O filme mostra Lightoller dizendo ao Capitão Smith que vai ser difícil enxergar icebergs sem a água batendo em suas bases. Ele é mostrado apontando sua arma e ameaçando usá-la para manter a ordem. Thomas Andrews dá uma bronca em Lightoller por não encher os botes salva-vidas de acordo com o peso ideal para suporta-lo. Lightoller é visto pela última vez se segurando ao Desmontável B quando a primeira chaminé cai.[21]
- Mark Lindsay Chapman como Oficial Chefe Henry Wilde: ele deixa Cal entrar em um bote por ele estar segurando uma criança. Antes de morrer, ele tenta fazer com que os botes retornarem ao local do naufrágio assoprando seu apito. Depois de morrer congelado, Rose usa o apito para chamar a atenção do Quinto Oficial Lowe, que liderava uma tentativa de resgate. Não se sabe como o verdadeiro Wilde morreu.[21]
- Ioan Gruffudd como Quinto Oficial Harold Lowe: o único oficial a voltar com seu bote para procurar sobreviventes após o naufrágio. Durante o naufrágio, quando Lowe esta descendo em um bote, Lowe dá dois tiros pro alto pedindo para que os homens se afastem dos botes, obedecendo a lei de somente mulheres e criança. O filme mostra Lowe resgatando Rose.[21]
- Edward Fletcher como Sexto Oficial James Moody: o único oficial júnior do navio a morrer. Moody deixa Jack e Fabrizio entrarem pouco antes do Titanic partir de Southampton. Moody é mais tarde mostrado seguindo as ordens de Murdoch para aumentar a velocidade do navio, além de estar presente na ponte no momento da colisão.[21]
- James Lancaster como Padre Thomas Byles: Byles, um padre católico da Inglaterra, é mostrado rezando e consolando os passageiros nos momentos finais do naufrágio, com o navio já muito inclinado, pregando-lhes um sermão sobre o novo Céu e a nova Terra. Aparentemente, morre no naufrágio.[21]
- Lew Palter e Elsa Raven como Isidor Straus e Ida Straus, respectivamente: Isidor é o antigo dono da R.H. Macy and Company, ex-congressista de Nova Iorque e um membro da New York and New Jersey Bridge Commission. Durante o naufrágio, sua esposa Ida recebe a oferta de um lugar em um bote, porém recusa, dizendo que irá honrar seus votos de casamento e permanecer com Isidor. Os dois são vistos pela última vez em sua cabine, abraçados na cama enquanto a água invade o aposento.[21]
- Martin Jarvis como Sir Cosmo Duff Gordon: um baronete escocês que se salvou a bordo do Bote Salva-Vidas 1. É ele que pergunta para Jack: "Foi assim mesmo que aconteceu?" após ter salvado a vida de Rose na popa do navio. Ele e sua esposa estavam entre as 12 pessoas no Bote 1, cuja capacidade era 40. Foi acusado de subornar os outros tripulantes do bote para não voltarem e resgatarem aqueles que caíram na água, porém a investigação inglesa do acidente os liberou de quaisquer acusações.[28][29]
- Rosalind Ayres como Lucy, Lady Duff-Gordon: costureira mundialmente famosa e a esposa de Sir Cosmo.[21]
- Rochelle Rose como Noël Leslie, Condessa de Rothes: a Condessa é mostrada como amistosa para com Cal e os DeWitt Bukater. Apesar de estar em uma posição social mais alta que Sir Cosmo e Lady Duff-Gordon, ela é bondosa, ajuda a remar o bote e se preocupa com os passageiros da terceira classe.[21]
- Scott G. Anderson como Frederick Fleet: o vigia que avistou o iceberg. Fleet escapa do naufrágio no Bote 6.[21]
- Paul Brightwell como Contramestre Robert Hichens: Hichens estava no leme do Titanic no momento da colisão. Ele foi encarregado do Bote 6, se recusando a voltar e resgatar sobreviventes após o naufrágio. Eventualmente, Margaret Brown conseguiu assumir o comando do bote.[21]
- Martin East como Reginald Lee: o outro vigia do navio. Lee sobreviveu ao naufrágio no Bote 13.[21]
- Simon Crane como Quarto Oficial Joseph Boxhall: oficial responsável por disparar os fogos de artifício para tentar chamar a atenção de outros navios e encarregado do Bote 2. Crane foi o coordenador de dublês do filme.[21]
- Gregory Cooke como Jack Phillips: oficial de rádio sênior a bordo do Titanic. Ele recebe ordens do Capitão Smith para enviar um sinal de socorro.[21]
- Craig Kelly como Harold Bride: operador júnior do rádio. Bride sobreviveu ao naufrágio no Desmontável B.[21]
- Liam Tuohy como Padeiro Chefe Charles Joughin: o padeiro aparece na popa do Titanic junto com Jack e Rose quando a mesma afunda, bebendo whisky. De acordo com o testemunho do verdadeiro Joughin, saiu do navio quando a popa afundou sem molhar o cabelo, admitindo também não ter sentido muito frio, provavelmente devido ao álcool que estava bebendo.[30]
- Terry Forrestal como Engenheiro Chefe Joseph Bell: Bell e seus homens trabalharem até o fim para manter as luzes acesas e a energia para que sinais de socorro continuassem a serem enviados. Ele e todos os engenheiros morreram nas caldeiras do Titanic.[21]
- Kevin De La Noy como Terceiro Oficial Herbert Pitman: ele é encarregado do Bote 5.[21]

- Os Músicos: os músicos aparecem no final do filme, tocando violino, na hora em que o Titanic está afundando. Quando dois deles percebem que ninguém está se acalmando com a música, desistem e vão embora, mas voltam quando o maestro toca sozinho. A música tocada por ele é o tradicional hino "Nearer, my God, to Thee". A melodia acalma um pouco a situação. O mais provável é que eles tenham morrido no navio, não se sabe se escaparam por um bote.[21]

## Produção

### Inspiração e roteiro
"A história não poderia ter sido melhor escrita ... A justaposição de riqueza e pobreza, os gêneros jogados contra a morte (mulheres primeiro), o estoicismo e a nobreza de uma era passada, a magnificência de um grande navio igualada em escala apenas pela loucura dos homens que o levaram para o inferno na escuridão. E sobre tudo uma lição: que a vida é incerta, o futuro desconhecido ... o impensável possível."

— James Cameron
James Cameron era fascinado por naufrágios, e, para ele, o RMS Titanic era "o Monte Everest dos naufrágios". Ele estava passando do ponto de sua vida em que poderia considerar uma expedição submarina, porém disse que ainda tinha "uma inquietação mental" para viver a vida que tinha recusado quando saiu da universidade de ciências para estudar artes. Quando um filme IMAX foi feito de imagens dos destroços do navio, ele decidiu procurar financiamento em Hollywood para "pagar por uma expedição e fazer a mesma coisa". O motivo "não foi porque eu queria fazer um filme", disse Cameron, "Eu queria mergulhar até o naufrágio".
Cameron escreveu um tratamento para um filme sobre o navio, e se encontrou com executivos da 20th Century Fox, incluindo Peter Chernin, lhes apresentando a ideia como "Romeu e Julieta no Titanic". Houve uma longa pausa e Cameron disse, "'Também, pessoal, é um filme de época, custará 150 milhões de dólares e não haverá uma sequência' ... ele ficaram, 'Ceeeertoooo – um épico romântico de três horas? Claro, é exatamente o que queremos. Há um pouco de Terminator nisso? Algum jato Harrier, tiroteios ou perseguições?' Eu disse, 'Não, não, não. Não é isso'". O estúdio duvidava das perspectivas comerciais da ideia, porém, esperando uma relação de longa duração com Cameron, lhe deram luz verde.

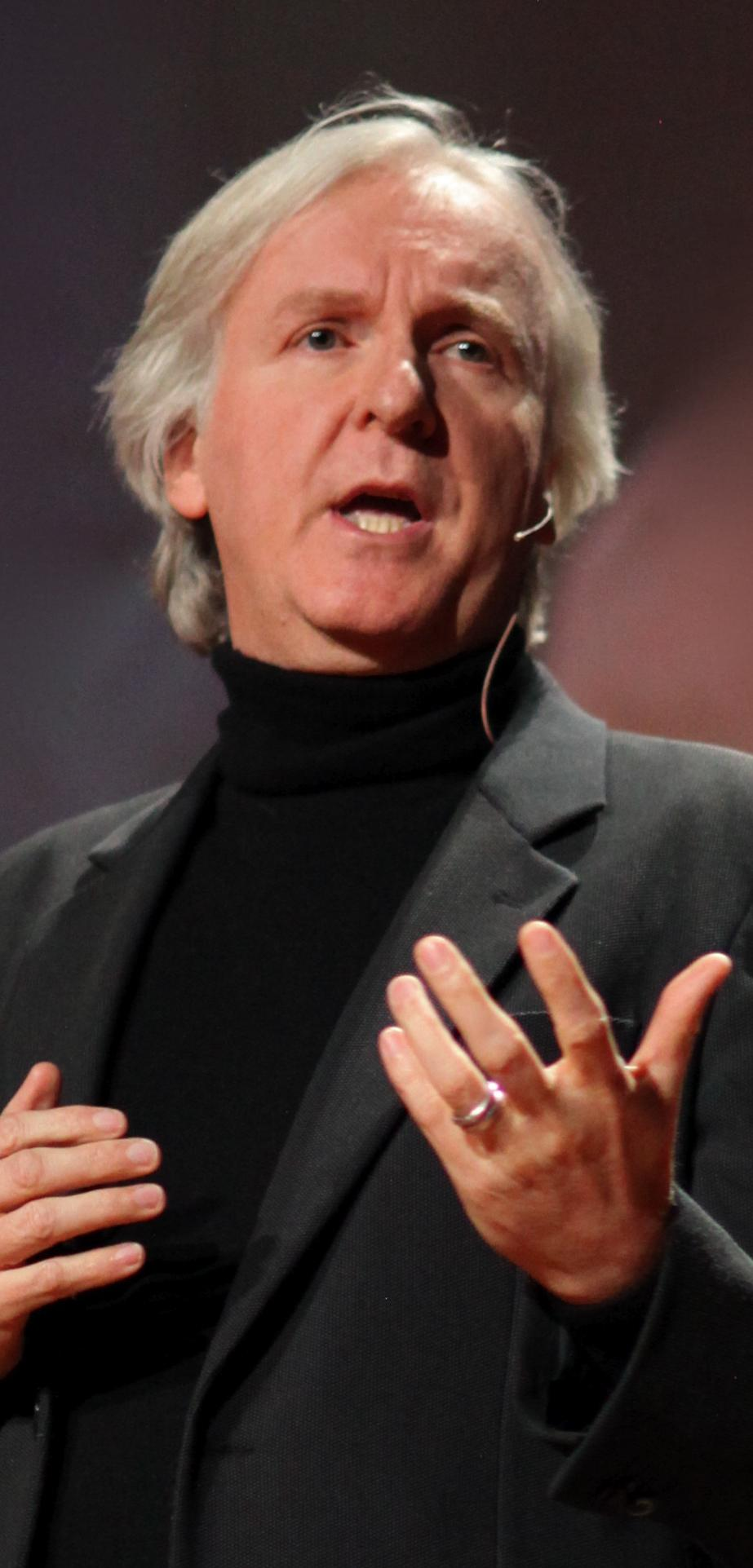
James Cameron em 2010

Cameron convenceu a Fox a promover o filme baseado na publicidade do fato de estarem filmando nos próprios destroços do Titanic, além de ter organizado vários mergulhos no local durante um período de dois anos. "Minha apresentação para aquilo tinha de ser um pouco mais detalhada", disse Cameron, "Então eu disse, 'Vejam, temos de fazer toda essa abertura onde eles exploram o Titanic e encontram o diamante, então teremos várias tomadas do navio'". Cameron também disse que, "podemos fazer isso com modelos elaborados, tomadas de motion control, CG e tudo mais, que custará X — ou gastar X mais 30% e ir realmente filmar no verdadeiro naufrágio". A equipe filmou nos verdadeiros destroços no Oceano Atlântico onze vezes em 1995, passando mais tempo no navio do que seus passageiros. Naquela profundidade, com uma pressão de 6000 libras por polegada quadrada, "uma pequena falha na superestrutura do submarino significaria morte instantânea para todos a bordo". Os mergulhos não foram apenas de alto risco, mas as condições adversas impediram que Cameron conseguisse registrar as imagens de alta qualidade que queria. Durante um dos mergulhos, um dos submersíveis colidiu com o casco de Titanic, danificando tanto o submarino quanto o navio, deixando fragmentos da hélice espalhados pela superestrutura. A antepara exterior da cabine do Capitão Smith caiu, mostrando o interior. A área de entrada da Grande Escadaria também foi danificada.
Descer ao verdadeiro lugar fez Cameron e a equipe quererem "fazer jus a aquele nível de realismo... Porém houve outro nível de reação ao voltarem dos destroços, que isso não é apenas uma história, não foi apenas um drama", disse ele, "Foi um evento que aconteceu com pessoas reais que realmente morreram. Trabalhando no naufrágio por tanto tempo, você tem uma sensação tão forte da tristeza profunda e da injustiça de tudo, e sua mensagem". Cameron complementa, "Você pensa, provavelmente não haverá muitos cineastas que irão ao Titanic. Talvez nunca haja algum – talvez um documentarista". Por isso, o cineasta sentiu "um grande manto de responsabilidade para transmitir a mensagem emocional – para fazer isso certo, também".
Depois de filmar as tomadas submarinas, Cameron começou a escrever o roteiro. Ele queria honrar as pessoas que morreram no naufrágio, passando seis meses pesquisando sobre toda a tripulação do Titanic e seus passageiros. "Li tudo que consegui. Criei uma linha do tempo extremamente detalhada dos poucos dias do navio e uma linha do tempo muita detalhada de sua última noite de vida", disse ele. "E trabalhei nelas para escrever o roteiro, e tive alguns especialistas históricos para analisar o que escrevi e comentarem, ajustando-o". Cameron prestou uma atenção meticulosa ao detalhe, incluindo até uma cena mostrando o papel do SS Californian na morte do Titanic, apesar de a cena ter sido cortada posteriormente. Desde o início das filmagens, todos tinham "uma visão bem clara" do que aconteceu naquela noite. "Eu tinha uma biblioteca que ocupava uma parede inteira do meu escritório com 'coisas do Titanic', porque eu queria ser correto, especialmente se estivéssemos indo para mergulhar ao navio", disse o diretor, "Isso estabeleceu um padrão alto – elevou o filme de algum modo. Queríamos que essa fosse uma visualização definitiva desse momento histórico como se você tivesse pego uma máquina do tempo para filmá-lo".
Cameron achava que o naufrágio do Titanic era "um grande romance que realmente aconteceu", e que havia se tornado um mero conto moralista; o filme daria ao público a experiência de vivenciar a história". O caçador de tesouros Brock Lovett representava aqueles que nunca haviam conectado o elemento humano a tragédia, enquanto que o florescimento do amor entre Jack e Rose, acreditava, seria a parte mais instigante da história: quando o amor dos dois é finalmente destruído, o público lamentaria a perda. "Todos os meus filmes são histórias de amor", disse Cameron, "mas Titanic finalmente tem o equilíbrio correto. Não é um filme desastre. É uma história de amor com uma meticulosa sobreposição de história real". Cameron então criou a velha Rose para fazer os anos intervenientes mais palpáveis e pungentes. Para ele, o final do filme deixa em aberto a questão se a velha Rose estava sonhando ou tinha morrido dormindo.

### Desenho de produção
Harland and Wolff, os construtores do RMS Titanic, abriram seus arquivos privados aos cineastas, mostrando plantas que acreditavam-se estar perdidas. Para os interiores do navio, a equipe do diretor de arte Peter Lamont procurou por artefatos originais da época. Entretanto, como o navio era novo, cada objeto de cena tinha de ser feito do zero. A Fox comprou 40 acres de praia em Playas de Rosarito, México, começando a construir um novo estúdio em 31 de março de 1996. Um enorme tanque, com capacidade para 70 milhões de galões de água, foi construído para a reconstrução do exterior do navio, fornecendo 270° de visão para o oceano. O navio foi construído em escala real, porém Lamont removeu seções redundantes da superestrutura e do convés dianteiro para caberem no tanque, com as seções retiradas sendo criadas através de computação gráfica. Os botes salva-vidas e as chaminés foram reduzidos em 10%. O convés dos botes e o convés A eram cenários completamente funcionais, porém o resto do navio era apenas placas de aço. Dentro do tanque havia uma plataforma de 15 m para inclinar o navio durante as sequências do naufrágio. Sobre tudo havia um guindaste de 49 m de altura em trilhos de 180 m, agindo como uma estrutura combinada entre plataforma de câmera e iluminação.
Os cenários dos interiores do Titanic foram reproduzidos exatamente como haviam sido construídos originalmente, usando-se fotografias e plantas dos construtores. A Grande Escadaria da primeira classe, que aparece proeminentemente no filme, foi construída com madeira verdadeira e foi realmente destruída durante as filmagens do naufrágio. As cabines, os carpetes, o desenho, as cores, peças individuais de decoração, móveis, cadeiras, papéis de parede, talheres, louças com o símbolo da White Star Line, tetos e figurinos eram completamente fieis aos originais. Cameron também contratou dois historiadores do Titanic, Don Lynch e Ken Marshall, para autenticar o detalhamento histórico do filme.

### Filmagens

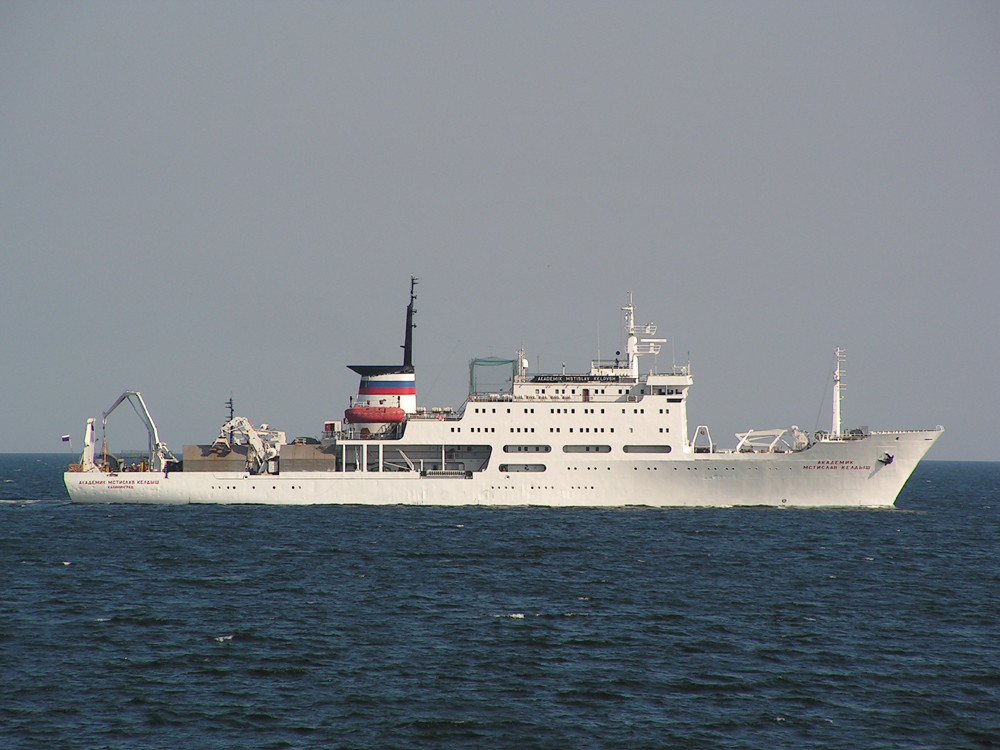
O Akademik Mstislav Keldysh, utilizado como locação para as sequências modernas

As cenas modernas da expedição de Lovett foram filmadas no Akademik Mstislav Keldysh em julho de 1996. As filmagens principais começaram em setembro de 1996 no recém-construído Fox Baja Studios. O convés da popa foi construído sobre grande dobradiça que poderia ir de 0° até 90° em poucos segundos como o navio o fez durante o naufrágio. Pela segurança dos dublês, muitos dos objetos foram feitos de borracha. Em 15 de novembro, as cenas do embarque começaram a ser filmadas. Cameron escolheu construir seu RMS Titanic no lado estibordo já que estudos climáticos mostraram que o vento soprava de norte para sul, o que fazia a fumaça das chaminés seguir para a popa. Isso criou um problema para filmar as cenas da saída de Southampton, já que o verdadeiro navio ficou atracado pelo lado bombordo. Quaisquer escritura e objeto de cena tiveram de ser revertidos, e se alguém andasse para a direita no roteiro, ela deveria andar para a esquerda nas filmagens. Na pós-produção o filme foi invertido para sua posição correta.
O próprio Cameron desenhou todos os desenhos de Jack, incluindo o de Rose nua para a cena que acredita ser o pano de fundo para a repressão. "Sabemos o que significa para ela, a liberdade que ela deve estar sentindo. É meio emocionante por isso", disse ele. As cenas de nudez foram as primeiras que Leonardo DiCaprio e Kate Winslet gravaram juntos. "Não foi por qualquer tipo de planejamento, apesar de que eu poderia ter planejado melhor. Havia um nervosismo, uma energia e uma hesitação neles", disse Cameron, "Eles ensaiaram juntos, porém não haviam filmado nada juntos. Se eu pudesse escolher, provavelmente teria colocado mais adiante nas gravações". O diretor disse que ele e sua equipe "estavam procurando por algo que filmar" porque o grande cenário do exterior do navio ainda não estava pronto. "Ele não ficou pronto durante meses, então estávamos lutando para tentar encontrar qualquer coisa que pudéssemos filmar para preencher o tempo". Depois de ver a cena no filme, Cameron achou que ela funcionou muito bem.
Entretanto, outras vezes as coisas não ocorreram tão bem. As filmagens foram uma árdua experiência que "cimentou a formidável reputação de Cameron de 'o homem mais assustador de Hollywood'. Ele ficou conhecido como um perfeccionista intransigente e cobrador" e um "gritador de 300 decibéis, um Capitão Bligh dos tempos modernos com um megafone e um walkie-talkie, descendo de um guindaste de 50 m na cara das pessoas". Winslet lascou um osso em seu cotovelo durante as gravações, também ficando preocupada em seu afogar no tanque que um dos cenários estava sendo afundado. "Houve momentos em que eu genuinamente fiquei com medo de Jim [Cameron]. Jim tem um temperamento em que você não iria acreditar", disse a atriz. "'Que droga!' ele gritaria para um pobre membro da equipe, 'é exatamente isso que eu não queria!'". Bill Paxton já conhecia a ética de trabalho de Cameron por já ter trabalhado anteriormente com o diretor: "Havia muitas pessoas no cenário. Jim não é um desses caras que tem o tempo para ganhar mentes e corações". A equipe achava que Cameron tinha um alterego perverso, o chamando de "Mij" (Jim escrito ao contrário). Em resposta às críticas, afirmou Cameron, "Fazer um filme é uma guerra. Uma grande batalha entre negócios e estética".
Durante as gravações no Akademik Mstislav Keldysh, um zangado membro da equipe colocou o alucinógeno fenilciclidina na sopa de Cameron e de vários outros membros da equipe durante um jantar, o que fez com que mais de 50 pessoas fossem para o hospital. "Havia pessoas rolando no chão, completamente fora de si mesmas. Algumas disseram estarem vendo riscos e psicodélicos", disse o ator Lewis Abernathy. Cameron conseguiu vomitar antes que a droga tivesse efeito completo nele. Abernathy ficou chocado pelo jeito que Cameron havia ficado, "Um olho estava completamente vermelho, como o olho do Terminator. Uma púpila, nenhuma íris, vermelho beterraba. O outro olho fazia parecer que ele cheirava cola desde os quatro anos". A pessoa responsável pelo envenenamento nunca foi pega.
O cronograma de filmagens previa 138 dias de gravações, porém cresceu para 160. Muitos membros do elenco ficaram resfriados ou pegaram infecções depois de ficarem horas na água fria, incluindo Winslet. No final, ela decidiu nunca mais trabalhar com Cameron novamente a menos que recebesse "muito dinheiro". Muitos outros deixaram a produção e três dublês quebraram algum osso, porém o Screen Actors Guild decidiu, após uma investigação, que não havia nada de inerentemente inseguro nos cenários. Apesar disso, DiCaprio falou que não houve nenhum momento em que se sentisse em perigo durante as filmagens. Cameron acreditava na ética de trabalho, e nunca se desculpou pelo modo que comanda suas gravações, apesar de ter reconhecido que:
| “ | Sou exigente, e exijo de minha equipe. Sobre ser meio militarista, acho que há um elemento disso ao se lidar com centenas de figurantes, grandes logísticas e manter as pessoas seguras. Acredito que é preciso ter uma metodologia bem rigorosa ao lidar com um grande número de pessoas. | ” |

Os custos da produção de Titanic foram crescendo durante as filmagens, eventualmente chegando a 200 milhões de dólares. Os executivos da Fox entraram em pânico, e sugeriram uma hora de cortes específicos do filme de três horas. Eles falaram que uma duração estendida significaria um número menor de exibições, dessa forma eles arrecadariam menos dinheiro apesar de longos épicos serem muito apreciados no Oscar. Cameron se recusou, dizendo: "Vocês querem cortar o meu filme? Vocês vão ter que me despedir! Vocês querem me despedir? Vocês terão que me matar!". Os executivos não queriam começar novamente, porque isso significaria a perda de um investimento inteiro, porém também inicialmente rejeitaram a oferta de Cameron de abdicar sua parte nos lucros do filme; eles achavam que lucro era algo improvável. O diretor explicou que abdicar sua parcela foi complexo, "... a versão curta é que o filme custa proporcionalmente muito mais que T2 e True Lies. Aqueles filmes arrecadaram sete ou oito por cento do orçamento original. Titanic também teve um orçamento alto, mas foi muito além", disse Cameron, "Como produtor e diretor, tomo responsabilidade pelo estúdio que está assinando os cheques, então eu o fiz menos doloroso para eles. Fiz isso em duas ocasiões diferentes. Não me forçaram a fazer; eles ficaram felizes por eu ter feito".

### Efeitos

Diferente dos filmes anteriores sobre o Titanic, esta versão mostra o navio se partindo em dois antes de afundar totalmente

Cameron queria criar um novo padrão para os efeitos especiais com Titanic, encarregando a Digital Domain para continuar o desenvolvimento da tecnologia digital que o diretor foi pioneiro ao trabalhar em The Abyss e Terminator 2: Judgment Day. Muitos dos filmes anteriores sobre o Titanic filmaram a água em câmera lenta, o que não funcionava convincentemente. Ele encorajou a Digital Domain a filmar sua maquete do navio de 14 m de comprimento como se "estivéssemos fazendo um comercial para a White Star Line". Depois disso, água e fumaça digital foram adicionadas, como também figurantes capturados em um estúdio de motion capture. O supervisor de efeitos visuais Rob Legato escaneou os rostos de vários pessoas, incluindo o seu e o de sua família, para os figurantes e dublês digitais. Havia também um modelo de 20 m da popa que poderia ser partido em dois repetidas vezes, a única miniatura usada na água e nas cenas do naufrágio. Para as cenas que se passam na sala de máquinas do navio, imagens dos motores do SS Jeremiah O'Brien foram compostas com atores filmados contra uma tela verde. Para economizar dinheiro, o Salão da Primeira Classe foi um cenário em miniatura incorporado com um fundo verde.
Um tanque fechado de 5 milhões de galões de água foi usado para afundar os interiores, com o cenário inteiro podendo ser inundado. Para poderem afundar a Grande Escadaria, 90 000 galões de água foram jogados em cima do cenário enquanto ele era abaixado no tanque. Inesperadamente, a água arrancou a escada de suas fundações reforçadas com aço; ninguém ficou ferido. O exterior de 227 m de comprimento do RMS Titanic teve sua parte frontal abaixada para dentro de um tanque, porém por ser a parte mais pesada do cenário, ela acabou atuando como um amortecedor contra a água; para colocar o cenário na água, Cameron fez com que fosse esvaziado, até quebrando ele mesmo algumas janelas. Depois de submergirem o salão de jantar, três dias foram passados gravando as cenas do robô de Lovett viajando pelo naufrágio nos dias atuais. As cenas do pós-naufrágio foram filmadas em um tanque de 350 000 galões, onde os corpos congelados foram criados com a aplicação de pólvora nos rostos do atores, cristalizando quando expostos a água, e cera foi passado nos cabelos e nas roupas.
A cena de clímax, que mostra o navio se partindo em dois, com o mergulho final para o fundo do Atlântico, envolviam o cenário que podia ser inclinado até 90°, além de 150 figurantes e 100 dublês. Cameron criticou os filmes anteriores sobre o Titanic por mostrarem o mergulho final como tendo sido algo gracioso. Ele queria "mostrá-lo como o evento assustadoramente caótico que realmente foi". No decorrer da sequência, pessoas precisavam cair do cenário cada vez mais íngreme, mergulhando centenas de metros e batendo em parapeitos e hélices até ao fim. Algumas tentativas de se filmar a sequência com dublês resultaram em pequenos ferimentos, e Cameron vetou as proezas mais perigosas. Os riscos eventualmente foram minimizados "ao usar pessoas geradas por computador para as quedas perigosas".

### Edição
Houve um "acontecimento histórico crucial" que Cameron escolheu omitir do filme — o navio que estava próximo ao Titanic, porém que havia desligado seu rádio na noite do desastre e não ouviu as chamadas de SOS. "Sim, o Californian. Isso não foi um compromisso com o cinema popular. Foi muito mais sobre Ênfase, criando uma verdade emocional para o filme", disse Cameron. Também disse que havia aspectos da história do naufrágio que pareciam importantes na pré e na pós-produção, mas que ficaram menos importantes enquanto o filme evoluía. "A história do Californian estava lá; até gravamos uma cena deles desligando seu rádio Marconi", disse o diretor, "Porém tiramos. Foi um corte limpo, porque te focava de volta para aquele mundo. Se o Titanic é uma metáfora poderosa, como um microcosmo, para o fim do mundo de algum modo, então esse mundo deve ser autônomo".
No primeiro corte, Cameron alterou o final planejado, que dava uma resolução a história de Brock Lovett. Na versão original do final, Brock e Lizzy veem a velha Rose na popa do navio, e temem que ela esteja querendo se suicidar. Rose então revela o diamante "Coração do Oceano", que esteve com ela desde o naufrágio, porém nunca vendeu para não viver às custas do dinheiro de Cal. Ela diz a Brock que a vida tem um valor muito maior, e joga o diamante na água, após permitir que ele o segure por um momento. Depois de aceitar que sua caça ao tesouro não tem sentido nem valor, Brock ri de sua estupidez. Rose então volta para sua cabine para dormir, com o filme se encerrando da mesma forma que a versão final. Na sala de edição, Cameron decidiu que a essa altura o público não estaria mais interessado em Lovett, cortando a resolução da sua história em favor de Rose jogando o diamante sozinha. Ele também não queria interromper a melancolia do público após o naufrágio do Titanic.
A versão usada no primeiro teste com um público possuía uma luta entre Jack e Lovejoy que se passa logo depois de Jack e Rose fugirem para o inundado salão de jantar, porém o público reagiu de forma negativa. A cena foi escrita para dar ao filme mais suspense, e tinha Cal (falsamente) oferecendo dar a Lovejoy o diamante se ele o pegasse de Jack e Rose. Lovejoy os persegue, encontrando os dois escondidos no salão. Como vingança por incriminá-lo pelo "roubo" do colar, Jack o ataca e bate sua cabeça em uma janela, o que explica o sangramento de Lovejoy quando morre na versão completada do filme, na parte que o navio esta se partindo ao meio. O público teste achou que não seria algo realista arriscar a vida de alguém por riqueza. Cameron cortou a cena por esse motivo, e por achar Jack muito novo para brigar com alguém de muito mais idade do que ele, no caso de Lovejoy. Outras cenas foram deletadas por razões similares.

### Música
A trilha sonora de Titanic foi composta por James Horner. Para os vocais ouvidos durante o filme, subsequentemente descritos por Earle Hitchner do The Wall Street Journal como "evocativos", Horner chamou a cantora norueguesa Sissel Kyrkjebø; O compositor conhecia Sissel por causa de seu álbum Innerst i Sjelen, particularmente gostando muito da canção "Eg Veit i Himmerik Ei Borg". Ele já havia feito testes com outras trinta cantoras diferentes antes de finalmente escolher Sissel como a voz para criar humores específicos dentro do filme.
Horner adicionalmente escreveu "My Heart Will Go On" em segredo junto com Will Jennings porque Cameron não queria nenhuma canção dentro do filme. Céline Dion concordou em gravar uma demo depois da insistência de seu marido René Angélil. Horner esperou até Cameron estar com o humor correto antes de apresentar a canção. Depois de ouvi-la várias vezes, o diretor declarou sua aprovação, apesar de ter ficado preocupado em ser criticado por "ser comercial ao final do filme". Cameron também queria acalmar os nervosos executivos do estúdio e viu "que uma canção de sucesso de seu filme apenas poderia ser um fator positivo em garantir seu término".

## Lançamento

### Exibição inicial
A 20th Century Fox e a Paramount Pictures co-financiaram Titanic, com a Paramount cuidando da distribuição na América do Norte e a Fox do lançamento internacional. Eles esperavam que Cameron completasse o filme para um lançamento em 2 de julho de 1997. O filme seria lançado nessa data "para explorar a lucrativa venda de ingressos na temporada do verão quando blockbusters geralmente se saem melhor". Em abril, Cameron disse que os efeitos especiais eram muito complicados e que lançar o filme no verão não seria possível. Com os atrasos na produção, a Paramount adiou a estreia para 19 de dezembro. "Isso aumentou as especulações de que o filme seria um desastre". Entretanto, uma pré-estreia em Minneapolis no dia 14 de julho "gerou críticas positivas", com "conversas na internet sendo responsáveis um boca-a-boca mais favorável sobre o filme". Isso eventualmente levou a uma cobertura mais favorável por parte da mídia. Em Portugal e no Brasil, foi lançado em 16 de janeiro de 1998.
O filme estreou em 1 de novembro no Festival Internacional de Cinema de Tóquio, onde a reação inicial foi descrita como "tépida" pelo The New York Times.[carece de fontes?] Porém, críticas positivas começaram a aparecer nos Estados Unidos; a estreia oficial em Hollywood ocorreu em 14 de dezembro, onde "as grandes estrelas que compareceram a estreia estavam jorrando comentários entusiasmados sobre o filme para a mídia mundial".

### Bilheteria e audiência
O filme conseguiu uma frequência estável depois de estrear na América do Norte na sexta-feira, 19 de dezembro de 1997. Ao final do mesmo fim de semana, os ingressos começaram a ficar esgotados. O filme arrecadou 8 658 814 dólares no seu dia de estreia e 28 638 131 no primeiro fim de semana, vindo de 2 674 cinemas, com uma média de 10 710 dólares por cinema, ficando em primeiro lugar nas bilheterias, na frente do décimo oitavo filme da franquia James Bond, Tomorrow Never Dies. No último dia do ano, Titanic já tinha arrecadado mais de 120 milhões de dólares, com sua popularidade crescendo e com as sessões se esgotando mais frequentemente. Seu melhor dia ocorreu em 14 de fevereiro de 1998, sábado, arrecadando 13 048 711 dólares, mais de seis semanas após sua estreia. O filme permaneceu como número um durante quinze semanas consecutivas nos EUA e Canadá, um recorde mantido até hoje. Em março de 1998 foi o primeiro filme a arrecadar mais de 1000 milhões de dólares a nível mundial. O filme continuou a ser exibido na América do Norte por dez meses, finalmente saindo de cartaz em 1 de outubro, quinta-feira, com um arrecadamento doméstico de 600 788 188 dólares. O Box Office Mojo calcula que ajustando-se os valores de acordo com a inflação, Titanic seria a sexta maior bilheteria de todos os tempos nos EUA e Canadá. O filme arrecadou o dobro internacionalmente, gerando um valor de 1 242 413 080 dólares, acumulando o total absoluto de 1 843 201 268 dólares. Titanic se tornou o filme de maior arrecadação mundial na história, permanecendo nessa posição durante doze anos, até Avatar, também escrito e dirigido por Cameron, ultrapassá-lo em 2010.
Dividido em duas partes, o canal brasileiro Rede Globo exibiu o filme Titanic nos dias 14 e 15 de dezembro de 2000 dentro da sessão Cinema Especial, alcançando média de 51 e 53 pontos de audiência, respectivamente. Esta foi a exibição de um filme que mais registrou audiência na televisão brasileira até os dias atuais.
Em 2012 o filme teve um relançamento que aumentou sua bilheteria para 2,186 Bilhões de dólares, e em 2019 já estava com 2,188 Bilhões através de exibições limitados pelo mundo, até que no Inicio de 2020 o Box Office Mojo veio a relatar 2,195 Bilhões em bilheteria mundial total e desde o final de 2020 o site veio a divulgar 2,471 Bilhões de bilheteria total, porém em março de 2021 o site reviu seus valores e o reduziu para 2 201 647 264.

### Crítica
Titanic foi muito bem recebido pela crítica especializada. O agregador Rotten Tomatoes indica que o filme possui um índice de aprovação de 87%, baseado em 156 resenhas, com uma nota média de 7,7/10. O consenso geral dos críticos no site é: "Um triunfo quase sem ressalvas para Cameron, que oferece uma mistura estonteante de visuais espetaculares e um melodrama à moda antiga". No Metacritic, o filme tem uma pontuação de 74/100, baseado em 34 resenhas, indicando "críticas geralmente favoráveis".
No que diz respeito à concepção geral do filme, Roger Ebert declarou: "É perfeitamente trabalhado, inteligentemente construído, fortemente agiu e fascinante ... Filmes como este não são apenas difíceis de fazer, mas quase impossível de fazer bem." Ele creditou as "dificuldades técnicas" em ser "tão assustador que é uma maravilha quando os cineastas também são capazes de fazer o drama e a história na mesma proporção" e "encontrado [ele mesmo] convencido tanto pela história quanto a triste saga". Ebert o colocou como seu nono melhor filme de 1997.
Os aspectos românticos e apelo emocional do filme foram igualmente elogiados. Owen Gleiberman do Entertainment Weekly descreveu o filme como "Um espetáculo exuberante e aterrorizante de tragédia romântica. O roteirista e diretor James Cameron, tem reescrito a catástrofe definidora do início do século 20 em uma escala humana de tal anseio purificado e medo, que ele toca o mais profundo níveis de produção dos filmes populares". Janet Maslin do The New York Times, comentou que "o magnífico Titanic de Cameron é o primeiro espetáculo em décadas que honestamente pode ser comparado com Gone With the Wind". Richard Corliss da Time, por outro lado, escreveu um comentário em sua maioria negativo, criticando a falta de elementos emocionais interessantes. Alguns críticos alegaram que a história e os diálogos são fracos, enquanto os visuais são espetaculares. A avaliação de Kenneth Turan no Los Angeles Times foi particularmente polêmica. Atacando os elementos emotivos, ele declarou: "O que realmente traz as lágrimas é a insistência de Cameron em escrever que este tipo de filme está dentro das suas habilidades. Não apenas não está, como não chega perto", e mais tarde afirmou que a única razão que o filme ganhou o Oscar foi por causa de seu lucro nas bilheterias.
Titanic teve uma recepção controvérsia, além de seu sucesso. Em 2003, o filme ganhou uma votação de "Melhor Finais de Filmes", e contudo, também liderou uma pesquisa feita no mesmo ano como "o pior filme de todos os tempos". A Empire reduziu sua classificação do filme, do máximo de cinco estrelas e uma crítica entusiasta, a quatro estrelas com uma crítica menos positiva em uma edição posterior, para acomodar os gostos dos seus leitores, que queriam dissociar-se do hype em torno o filme, e as atividades relatadas de seus fãs, que exibiam com orgulho as críticas. Além disto, paródias positivas e negativas do filme abundavam e circularam na internet, muitas vezes inspirando respostas apaixonadas dos fãs. Benjamin Willcock de DVDActive.com não entendia o ódio passional para o filme. "O que realmente me irrita ..." disse ele, "são aqueles que dão facadas desagradáveis para quem amá-lo." Willcock declarou: "Eu, obviamente, não tenho nada contra aqueles que não gostam de Titanic, mas aqueles poucos que fazem você se sentir pequeno e patético por gostar (e eles existem, confie em mim) estão muito além da minha compreensão e simpatia".

### Prêmios
Titanic começou a dominar a temporada de premiações com o Golden Globe, vencendo quatro, Melhor Filme – Drama (James Cameron), Melhor Diretor (Cameron), Melhor Trilha Sonora Original (James Horner) e Melhor Canção (Horner e Will Jennings por "My Heart Will Go On"). Kate Winslet e Gloria Stuart também foram indicadas, porém não venceram. O filme venceu o ACE "Eddie" Award (Conrad Buff IV, Cameron e Richard A. Harris), o ASC Award (Russell Carpenter), Art Directors Guild Award (Martin Laing, Charles Dwight Lee, Neil Lamont, Robert W. Laing, Bill Rea, Steven Lawrence e Héctor Romero), Cinema Audio Society Award (Gary Rydstrom, Tom Johnson, Gary Summers e Mark Ulano), Screen Actors Guild Award de Melhor Atriz Coadjuvante (Stuart), o Directors Guild of America Award (Cameron), o Broadcast Film Critics Association de Melhor Diretor (Cameron) e o Producers Guild of America Award (Cameron e Jon Landau). Ele também foi indicado a dez BAFTA Awards, porém não venceu nenhum.[carece de fontes?]
Oscar 1998
| Categoria                      | Receptor(es)                                                         | Resultado |
| ------------------------------ | -------------------------------------------------------------------- | --------- |
| Melhor Filme                   | James Cameron e Jon Landau                                           | Venceu    |
| Melhor Diretor                 | James Cameron                                                        | Venceu    |
| Melhor Atriz                   | Kate Winslet                                                         | Indicada  |
| Melhor Atriz Coadjuvante       | Gloria Stuart                                                        | Indicada  |
| Melhor Edição                  | Conrad Buff IV, James Cameron e Richard A. Harris                    | Venceu    |
| Melhor Fotografia              | Russell Carpenter                                                    | Venceu    |
| Melhor Direção de Arte         | Peter Lamont e Michael Ford                                          | Venceu    |
| Melhor Figurino                | Deborah L. Scott                                                     | Venceu    |
| Melhor Maquiagem               | Tina Earnshaw, Greg Cannom e Simon Thompson                          | Indicados |
| Melhor Trilha-Sonora Dramática | James Horner                                                         | Venceu    |
| Melhor Som                     | Gary Rydstrom, Tom Johnson, Gary Summers e Mark Ulano                | Venceu    |
| Melhores Efeitos Sonoros       | Christopher Boyes e Tom Bellfort                                     | Venceu    |
| Melhores Efeitos Visuais       | Thomas L. Fisher, Michael Kanfer, Mark Lasoff e Robert Legato        | Venceu    |
| Melhor Canção Original         | "My Heart Will Go On", James Horner (música) e Will Jennings (letra) | Venceu    |

O filme recebeu catorze indicações ao Oscar, igualando o recorde estabelecido por All About Eve, vencendo onze; Winslet, Stuart e a equipe de maquiadores foram indicados, mas não venceram. O roteiro original de Cameron e a atuação Leonardo DiCaprio não foram indicados. Kate Winlet e Gloria Stuart foram indicadas por interpretar o mesmo papel no filme: como a Rose jovem e depois a Rose idosa (essa foi a primeira vez que duas atrizes foram indicadas no mesmo ano pela mesma personagem); na história do Oscar, teve quatro atores que venceram ao interpretar o mesmo personagem, só que por filmes diferentes: Marlon Brando por O Poderoso Chefão e Robert de Niro por O Poderoso Chefão: Parte II, ambos interpretaram Don Vito Corleone; Heath Ledger e Joaquin Phoenix por interpretarem Joker em The Dark Knight e Joker, respectivamente.
Titanic venceu quatro Grammy Awards por "My Heart Will Go On" nas categorias de Gravação do Ano (Humberto Gatica, Simon Franglen, David Gleeson, Céline Dion, Horner e Walter Afanasieff), Canção do Ano (Horner e Jennings), Performance Vocal Feminina do Ano (Dion) e Canção Escrita para uma Mídia Visual (Horner e Jennings). A trilha sonora do filme se tornou o álbum primariamente orquestral mais vendido da história, e também um sucesso mundial, passando dezesseis semanas como o mais vendido nos Estados Unidos, recebendo um certificado de diamante com mais de onze milhões de cópias vendidas apenas nos EUA. A trilha sonora também se tornou o álbum mais vendido de 1998 nos EUA. O filme também venceu Melhor Interpretação Masculina para DiCaprio no MTV Movie Awards, Melhor Filme no People's Choice Awards e Filme Favorito no Kids Choice Awards. Titanic venceu vários prêmios fora dos EUA também, incluindo o prêmio da academia japonesa de Melhor Filme Estrangeiro do Ano. O filme eventualmente ganhou quase noventa prêmios diferentes e quarenta e sete outras indicações.[carece de fontes?]

### Conversão para 3D

Pôster do relançamento em 3D

Em 2012, um relançamento 3D do filme foi criado ao se remasterizar o negativo original com uma resolução 4K e pós-convertê-lo para o formato 3D esterioscópico. A versão 3D de Titanic demorou 60 semanas para ficar pronta a um custo de US$ 18 milhões, incluindo a remasterização 4K. Versões Digital 2D e em 2D IMAX também foram criadas a partir da remasterização 4K. A única cena refeita inteiramente para o relançamento foi a que Rose olha para o céu noturno na manhã do dia 15 de abril de 1912. A cena foi substituída por uma visão correta das estrelas do céu, ajustadas para a localização no Atlântico Norte às 4h20min. A mudança foi solicitada pelo astrofísico Neil deGrasse Tyson, que criticou a cena por mostrar uma visão incorreta do céu e suas estrelas. Ele concordou em enviar a Cameron o céu correto, que se tornou a base para a nova cena.
Titanic 3D estreou no Royal Albert Hall, Londres, em 27 de março de 2012, com James Cameron, Kate Winslet e vários membros do elenco e equipe comparecendo, com o filme entrando no circuito geral de cinemas em 4 de abril, seis dias antes do centenário do início da viagem inaugural do RMS Titanic.
O filme arrecadou aproximadamente US$ 4,4 milhões em seu primeiro dia de relançamento nos EUA e Canadá, conseguindo US$ 17,3 milhões durante todo o fim de semana, ficando em terceiro nas bilheterias, atrás de The Hunger Games e American Reunion. Na China, o filme estreou com US$ 11,6 milhões no primeiro dia – mais que o dobro do que qualquer outro país – dando a 20th Century Fox sua melhor estreia no mercado chinês. Titanic estreou em primeiro nas bilheterias do Reino Unido com US$ 4,54 milhões, na frente de The Hunger Games que mantinha a primeira posição fazia duas semanas.

### 25º aniversário
Titanic foi relançado nos cinemas pela Paramount domesticamente e Walt Disney Studios Motion Pictures (sob o selo 20th Century Studios e Buena Vista International, após a aquisição da 21st Century Fox pela Disney em 20 de março de 2019) internacionalmente em 10 de fevereiro de 2023, em uma renderização 3D 4K HDR remasterizada, com alta taxa de quadros, como parte do 25º aniversário do filme.